# Генерал НОАК
Генерал Народно-освободительной армии Китая (кит. 中國人民解放軍大將, Чжунго Жэньминь Цзефан Цзюнь Дацзян) — воинское звание, существовавшее в КНР в 1955—1965 годах. Старше генерала (генерал-полковника) (上將) и младше Маршала КНР. В 1965 году все звания в армии КНР были упразднены, а после их восстановления в 1988 году звание генерала НОАК не было восстановлено. Всего его получили 10 человек, всем им звание было присвоено одновременно 27 сентября 1955 года.

## Список генералов НОАК
| Имя          | Портрет |
| ------------ | ------- |
| Су Юй        |         |
| Сюй Хайдун   |         |
| Хуан Кэчэн   |         |
| Чэнь Гэн     |         |
| Тань Чжэн    |         |
| Сяо Цзингуан |         |
| Чжан Юньи    |         |
| Ло Жуйцин    |         |
| Ван Шушэн    |         |
| Сюй Гуанда   |         |